# Schloss Valtice

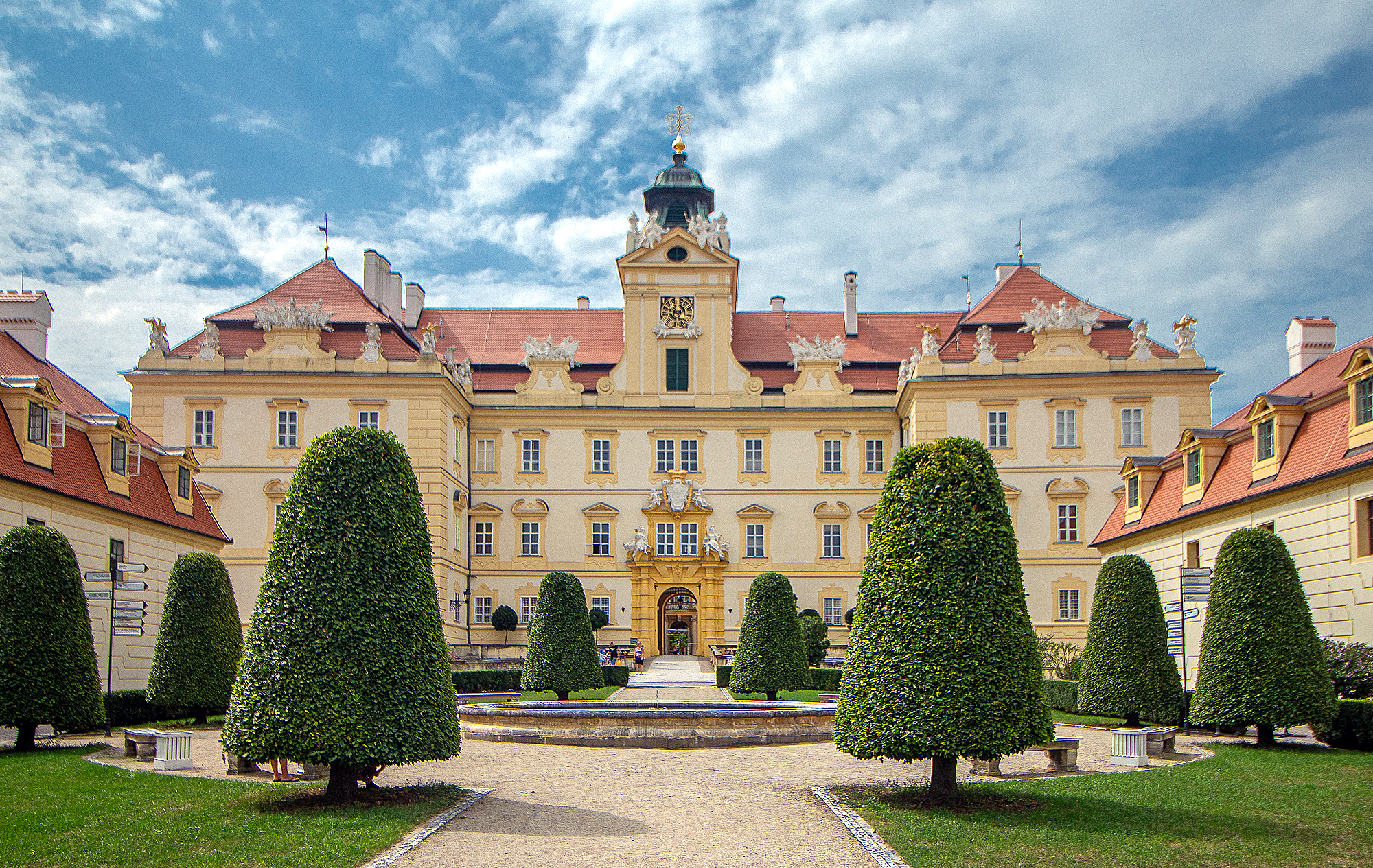
Schloss Feldsberg

Schloss Feldsberg (tschechisch Zámek Valtice) ist ein barockes Schloss im mährischen Valtice (deutsch Feldsberg). Mit rund 131.000 Besuchern im Jahr 2024 ist es eines der meistbesuchten Schlösser Tschechiens. Es war Sitz des Hauses Liechtenstein und ist Teil der UNESCO-Welterbestätte Kulturlandschaft Lednice-Valtice.

## Geografische Lage
Das Schloss liegt in Valtice im Okres Břeclav in Tschechien. Es befindet sich im südlichen Teil der Kulturlandschaft Lednice-Valtice und ist von einem Natur- und Landschaftspark umgeben, in dem sich wertvolle Staffagebauten befinden.

## Geschichte

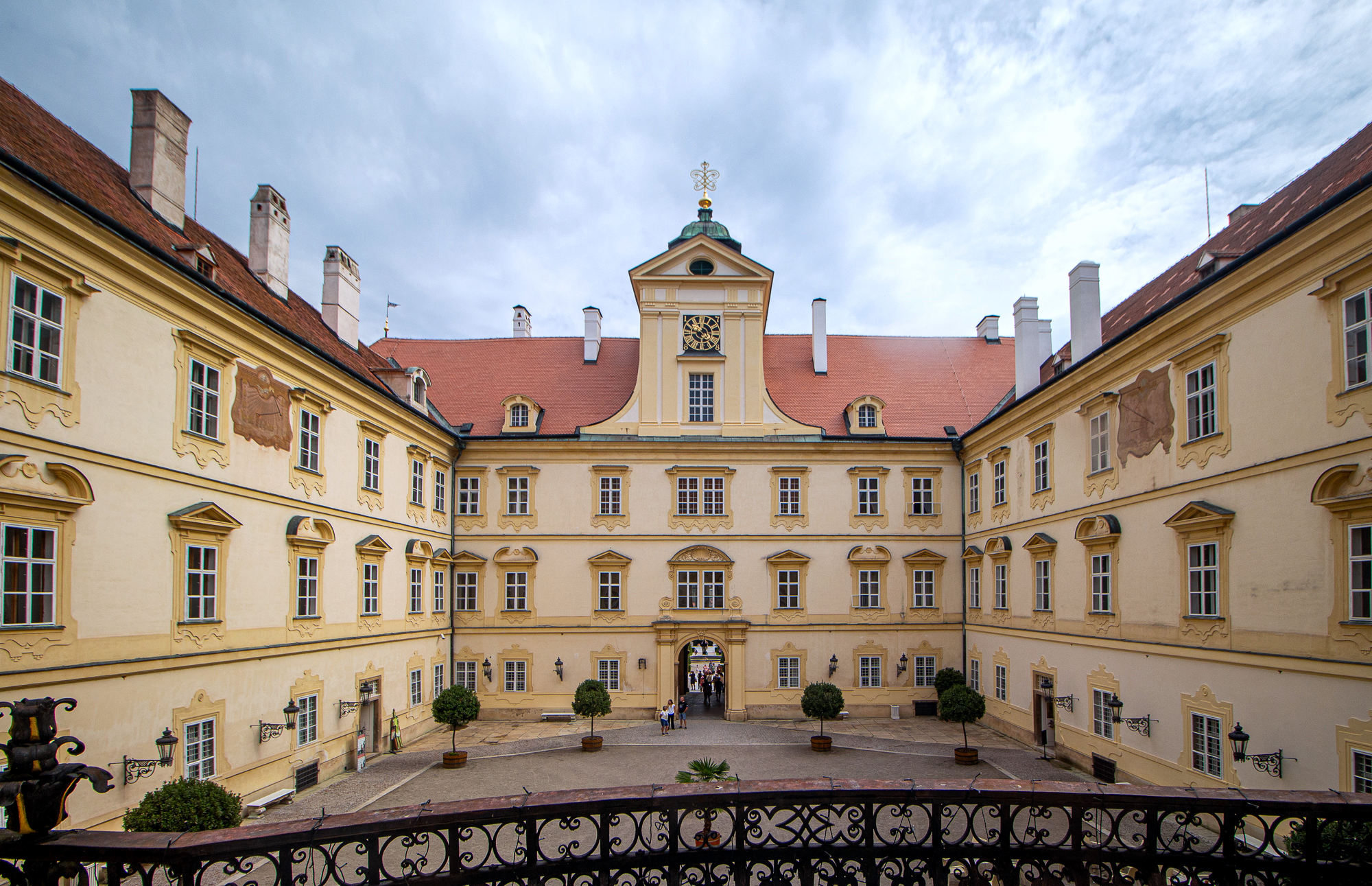
Innenhof

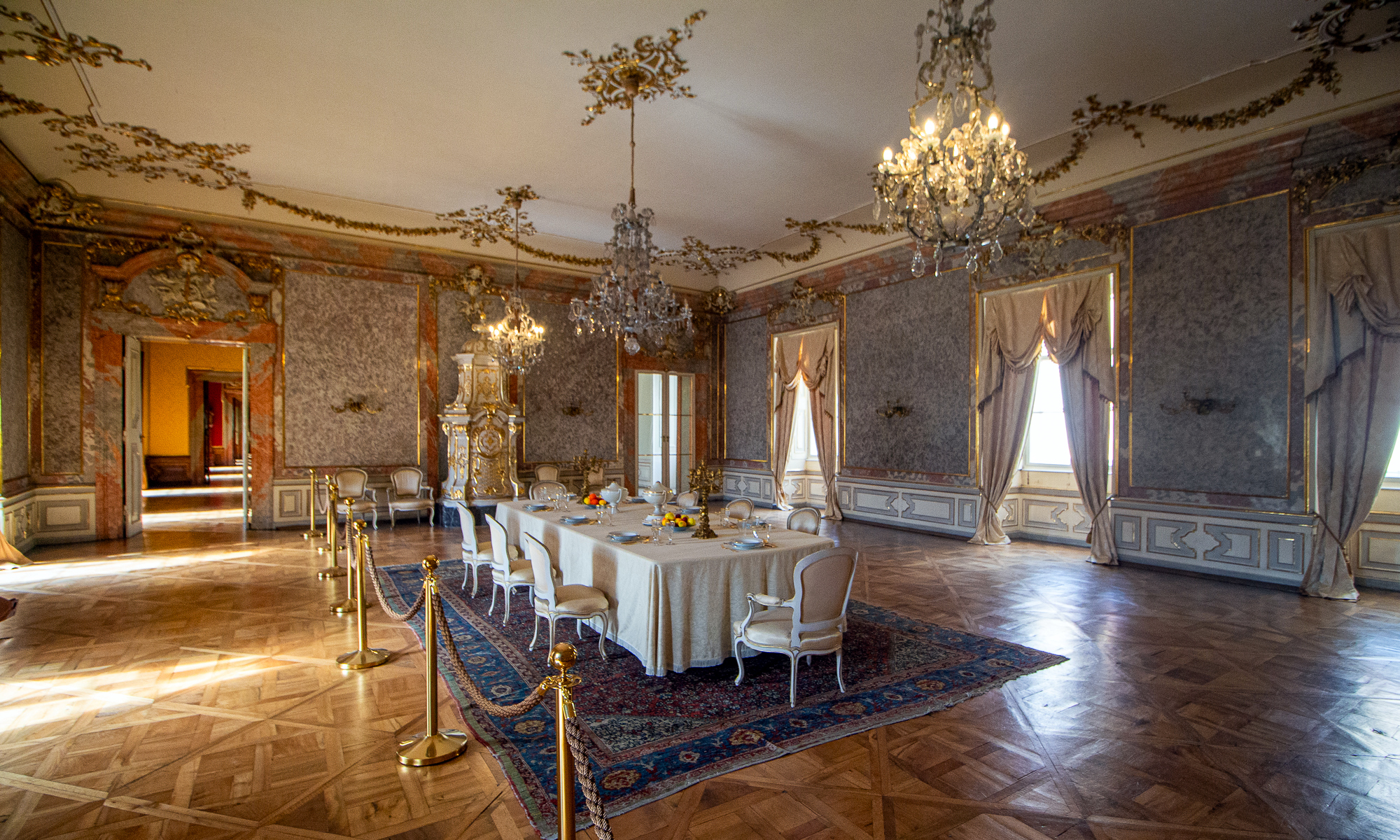
Speisesaal

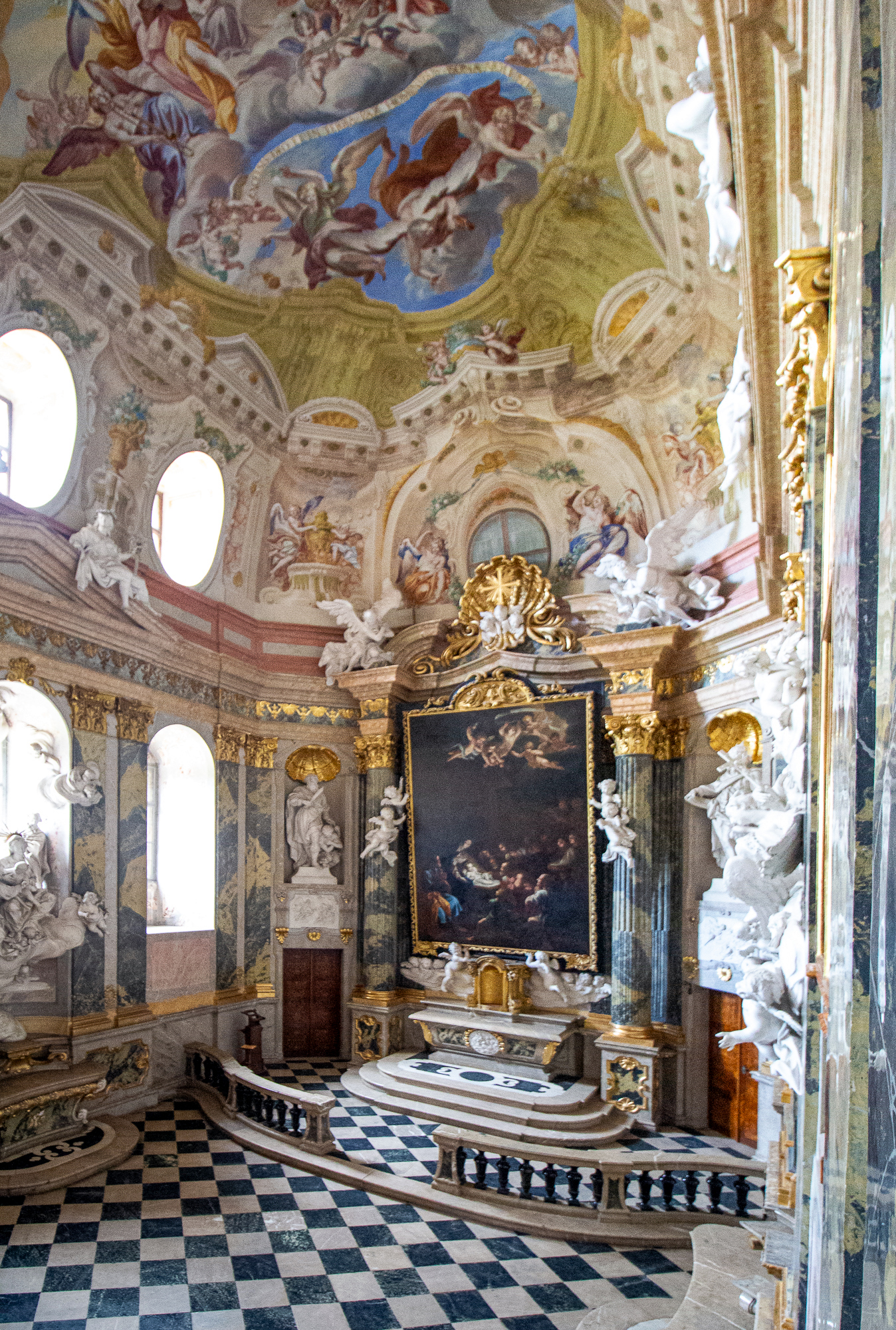
Schlosskapelle

### Vorgeschichte
Im späten 12. Jahrhundert wurde an dieser Stelle eine Burg errichtet, zunächst eine Holz-Erde Konstruktion, zu der ein steinerner Wohnbau hinzutrat. In der ersten Hälfte des 13. Jahrhunderts wurde die Burg spätromanisch ausgebaut. Umgeben war sie von einer Mauer mit zwei Toren und einem Graben. Ihren Mittelpunkt bildete ein Bergfried. 1377 wurde die Anlage um eine Kapelle ergänzt, die aber vor dem Tor errichtet wurde. Sie war den Heiligen Nikolaus und Kilian geweiht und wurde 1649 abgerissen. Im späten 14. Jahrhundert gelangte die Anlage zum Haus Liechtenstein. Die Burg wurde in den Hussitenkriegen stark beschädigt.

### Schloss der Familie Liechtenstein
Unter Hartmann I. von Liechtenstein († 1539) wurde das Schloss Feldsberg dauerhafter Wohnsitz eines Familienzweiges, was Umbauten unter seinem Sohn, Georg Hartmann, zur Folge hatte. Neben der mittelalterlichen Burg wurde eine vierflügelige Renaissanceanlage errichtet, beide Gebäude durch einen verlängerten Flügel verbunden. Nach wie vor war die Anlage befestigt – vor allem im Hinblick auf die Türkenkriege. 1606 errichtete die Familie Liechtenstein einen Familienfideikommiss, zu dessen Ausstattung auch Feldsberg gehörte.
Karl I. von Liechtenstein wurde 1608 in den Fürstenstand erhoben, dies erforderte einen repräsentativen Ausbau des Familienstammsitzes. Der erfolgte im zeitgenössisch modernen Barock, die umfangreichen Um- und Ergänzungsbauten zogen sich bis in die Regierungszeit des Fürsten Karl Eusebius von Liechtenstein. Die ursprünglichen Entwürfe stammen vom Architekten Giovanni Giacomo Tencalla, die Erweiterungen im hochbarocken Stil von Johann Bernhard Fischer von Erlach. Der Fürst investierte in Kunst und Architektur und ihm gelang es, dafür namhafte Künstler zu gewinnen, darunter Baldassare Fontana, Giovanni Battista Innocenzo Colombo und Domenico Egidio Rossi. Das Prunktreppenhaus vom Ende des 17. Jahrhunderts wurde von Domenico Martinelli entworfen, aber nur verkleinert errichtet. Fürst Karl Eusebius ließ eine sieben Kilometer lange Allee zum Schloss Eisgrub anlegen. Er griff damit gestaltend auf die das Schloss umgebende Landschaft zu, was nachfolgende Generationen noch viel intensiver verfolgen sollten. Damit war der Grundstein für die Kulturlandschaft Lednice-Valtice gelegt. 
Auch unter den Nachfolgern des Fürsten Karl Eusebius wurde das Schloss weiter ausgebaut. 1724 bis 1729 wurden die Innenräume von Antonio Beduzzi neu gestaltet, der rückwärtige Flügel abgerissen und neu errichtet. Auch errichtete Beduzzi in dieser Zeit die Schlosskapelle. Sein Nachfolger wurde Anton Erhard Martinelli.
1744/45 wurde die mittelalterliche Burg abgerissen. 1788/89 wurde an Stelle einer ehemaligen Remise das Schlosstheater gebaut. Bis 1912 – zuletzt durch den Architekten Carl Weinbrenner – wurde an dem Schloss weiter um- und angebaut und es wurden Innenräume neu dekoriert.

### Nach 1918
Feldsberg wurde im Vertrag von Saint-Germain 1919 der Tschechoslowakei zugesprochen, nachdem es jahrhundertelang Teil von Niederösterreich gewesen war. In der Bodenreform der nach dem Ersten Weltkrieg neu gegründeten Tschechoslowakei verloren die Liechtensteiner 60 % ihres dortigen Grundbesitzes. Damit kamen Investitionen in die Anlage zum Erliegen.
Fürst Johann II. von Liechtenstein regierte sein Fürstentum weiterhin von Feldsberg aus und starb hier nach über 70-jähriger Regierung im Jahre 1929. Auch sein Bruder und Nachfolger Fürst Franz I. residierte gemeinsam mit seiner Frau Elsa von Gutmann bis zu seinem Tode 1938 im Schloss. Er war der letzte Liechtensteinische Fürst in diesem Schloss, sein Nachfolger Franz Josef II. orientierte sich bereits in Richtung zum Fürstentum Liechtenstein.
Am Ende des Zweiten Weltkriegs lagerten im Schloss die Bestände der ehemaligen k.u.k. Marinebibliothek, in den Jahren 1948 bis 1954 war hier ein Zwangsarbeiterlager für politisch Verfolgte untergebracht. Erst nach der Samtenen Revolution und mit der Aufnahme der Kulturlandschaft Lednice-Valtice in des UNESCO-Welterbe begannen umfangreiche Arbeiten, um das Kulturdenkmal wieder in Stand zu setzen.
Am 24. Juni 2021 richtete der Tornado in Südmähren Schäden in Millionenhöhe am Schloss an, weil die großen Hagelkörner viele Fenster, die Fassaden, die hölzernen Außenjalousien, einen halben Hektar Dächer sowie mehrere Skulpturen beschädigten.

## Gartenanlage
Bis weit ins 18. Jahrhundert hinein gab es im Umfeld zunächst der Burg, dann des Schlosses aufgrund der steilen Hänge nur wenig Fläche, die als Garten genutzt werden konnte. Aber solch kleine Anlagen bestanden. Erst mit dem Abriss der mittelalterlichen Burg 1744/45 wurde ausreichend Fläche gewonnen, einen Schlossgarten anzulegen. Es handelte sich um eine formale, barocke Anlage, aber schon mit Staffagebauten, wie einem chinesischen Pavillon und einer Einsiedlerklause. Ab etwa dem Jahr 1800 begann die Umgestaltung in einen englischen Landschaftsgarten, der auch in Bezug zu der umliegenden Landschaft trat. Nach 1945 verlief der Sicherungsstreifen der Staatsgrenze zu Österreich auch im Garten, wodurch die Anlage gärtnerisch nicht mehr gepflegt wurde und verwilderte. An ihrer Stelle entstand in den 1980er Jahren die heutige Monumentaltreppe mit Terrasse und mittigem Bassin.

## Eigentumsverhältnisse
Seit der entschädigungslosen Enteignung des Fürstenhauses Liechtenstein im Jahr 1945 stand das Schloss im Eigentum zunächst des tschechoslowakischen, heute des tschechischen Staates. Alle politischen und gerichtlichen Bemühungen des Fürsten Hans Adam II. nach der Samtenen Revolution um Rückgabe des enteigneten Besitzes (neben den Schlössern Valtice und Lednice noch weitere 15 Schlösser, insgesamt 1600 Quadratkilometer Land und diverse Industriebetriebe) scheiterten.

## Wissenswert
In den Kellergewölben von Schloss Valtice befindet sich ein bedeutender Weinkeller. Dort werden jährlich neu prämierte mährische Weine (Siegel „Salon“) zur Verkostung und zum Kauf angeboten.